# Coccoloba belizensis
Coccoloba belizensis Standl. – gatunek rośliny z rodziny rdestowatych (Polygonaceae Juss.). Występuje naturalnie w Meksyku, Belize, Gwatemali, Nikaragui oraz Kostaryce. 

## Morfologia
PokrójWiecznie zielone drzewo dorastające do 30 m wysokości.
LiścieIch blaszka liściowa jest nieco skórzasta i ma kształt od owalnego do podłużnego. Mierzy 16–30 cm długości oraz 8–14 cm szerokości, o tępej nasadzie i ostro zakończonym lub tępym wierzchołku. Ogonek liściowy jest owłosiony i osiąga 1,5–3 cm długości. Gatka jest owłosiona i dorasta do 1–4 cm długości.
KwiatyJednopłciowe, zebrane w grona o długości 30 cm, rozwijają się na szczytach pędów.
OwoceMają kształt od kulistego do jajowatego, osiągają 5–6 mm długości.

## Biologia i ekologia
Rośnie w lasach. Występuje na wysokości do 800 m n.p.m. Kwitnie od lutego do listopada. 